# Diecezja Kolda
Diecezja Kolda – diecezja rzymskokatolicka w Senegalu. Powstała w 1999.

## Biskupi diecezjalni
- Bp Jean-Pierre Bassène (od 1999)